# 元敬王后
元敬王后閔氏（げんけいおうこう・びんし/ウォンギョンワンフ・ミンシ、1365年7月29日 - 1420年8月18日）は、李氏朝鮮第3代王・太宗の正妃。本貫は驪興閔氏。

## 生涯
閔氏は高麗末期、閔霽（びん・せい）の娘として開京（現・開城）で生まれ、実家は儒教の名門であった。17歳のころ、将軍でのちに朝鮮の初代王となる李成桂の五男・芳遠と結婚、当初は夫婦仲が良好で4男4女を儲けた。彼女は夫とともに朝鮮建国に貢献し、政敵に狙われていた芳遠を暗殺の危機から救い、政権奪還に成功させた。
1400年、芳遠は第3代王・太宗に即位し、閔氏は王后に就いた。しかしそれを引き換えに彼女の不幸な後半生の始まりであった。太宗は後宮を多数抱えたことで夫婦仲が悪化、太宗による外戚勢力一掃で弟たち四兄弟が粛清され、世子（のちの譲寧大君）の不品行に悩まされ、さらに自分の廃位の危機に立たされた。しかし太宗は彼女の功績を顧み、尊厳を守った。だが不幸は続き、溺愛していた四男・誠寧大君が天然痘で14歳で夭折し、その死を悲しんだ。ただ王后にとっての幸福は三男・忠寧大君が第4代・世宗として即位したことである。1418年に太宗の譲位に伴って王大妃となったのち、1420年、薨去。

## 登場作品
- 『朝鮮王朝500年』 1983年、MBC（演・キム・ヨンラン）
- 『龍の涙』 1996年-1998年、KBS（演・チェ・ミョンギル）
- 『大王世宗』 2008年、KBS（演・チェ・ミョンギル ※ 前作と同じ役で出演）
- 『ポンダンポンダン　王様の恋』、MBC（演：イム・イェジン）
- 『六龍が飛ぶ』 2015年-2016年、SBS（演：コン・スンヨン）
- 『太宗イ・バンウォン』2021年-2022年、KBS（演：パク・チニ）
- 『元敬〜欲望の王妃〜』 2025年、tvN（演：チャ・ジュヨン）